# Bikejoring

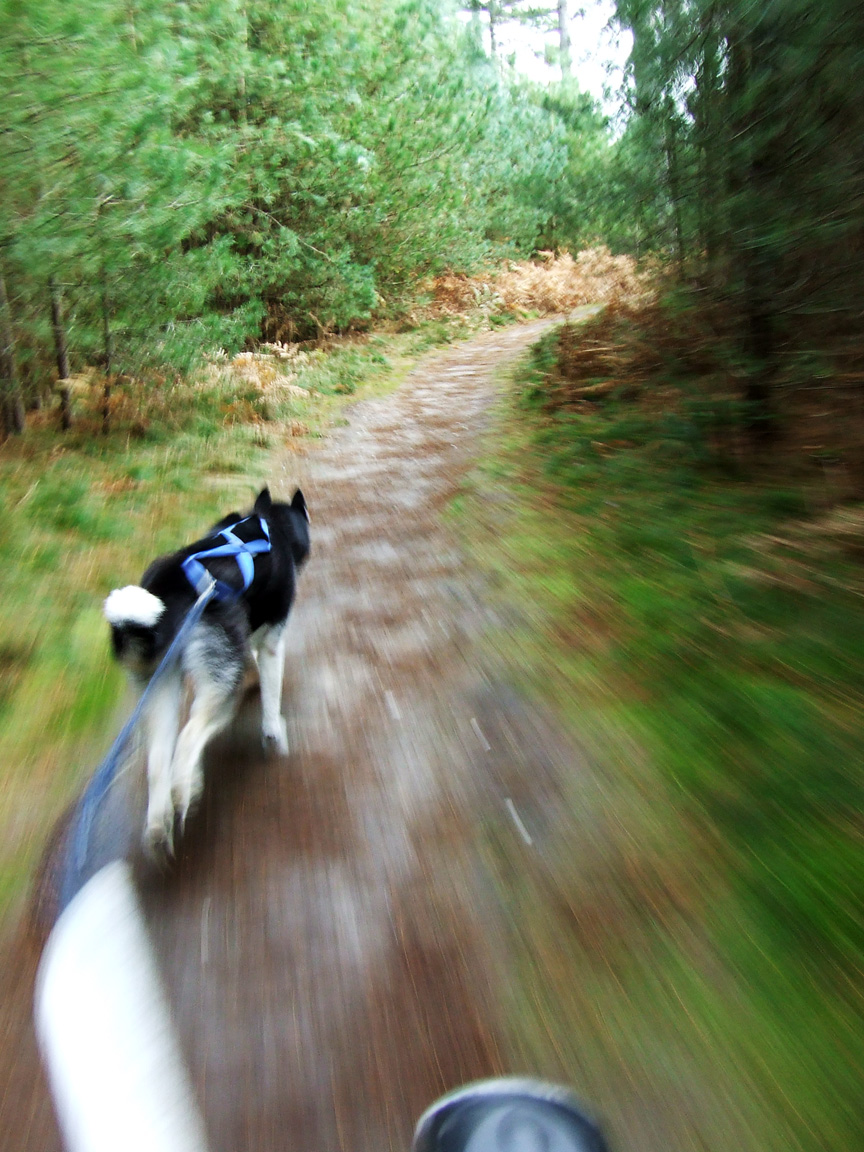
Bikejoring.

El Bikejoring es una modalidad del mushing adscrita en España a la Real Federación Española de Deportes de Invierno (RFEDI). En esta modalidad deportiva una persona va montada sobre su bicicleta y 1 o 2 perros corren delante, sujetos a una parte de la bicicleta que les permite arrastrar la bicicleta.

## Material necesario
Para la práctica de bikejoring, como en otros deportes de tiro con perros, es fundamental utilizar un arnés especial conocido como crossback que permite que el perro trabaje adecuadamente y no se lastime.
En caso de utilizar dos perros, para que estos trabajen en conjunto y a la par, se utiliza un neckline para unir los arneses de ambos canes. Al arnés del perro se le coloca a continuación un amortiguador, para evitar tirones y proteger la espalda de los perros, y se une a la línea de tiro, que se conecta directamente a la bicicleta. 
Para la persona que practica Bikejoring es obligatorio el uso de casco y se recomienda utilizar guantes y gafas.

## Categorías y reglamento
La RFEDI, en coordinación con las Federaciones Autonómicas, es la encargada de la organización de eventos en España. Estas pruebas están sujetas a la normativa elaborada por la Federación.
Se establecen cuatro categorías diferentes por sexo y tramos de edad que son:
- Senior masculina: hombres de 16 a 39 años.
- Senior femenina: mujeres de 16 a 39 años
- Veteranos masculina: hombres de 40 años y más.
- Veteranos femenina: mujeres de 40 años y más.

Entre los aspectos más importantes del reglamento están:
- Los perros deben estar en buenas condiciones físicas para la práctica de este deporte y superar el correspondiente control veterinario.
- Se admite la participación de todas las razas de perros siempre y cuando lleven implantado un microchip.
- Los perros deberán tener al menos 18 meses y un máximo de 10 años.
- Las vacunas obligatorias para los perros son la antirrábica, la polivalente y la vacuna frente a Bordetella bronchiseptica, tipo Pneumodog o Novivac KC.